# Вестон (Ајова)
Вестон (енгл. Weston) насељено је место без административног статуса у америчкој савезној држави Ајова.

## Демографија
По попису из 2010. године број становника је 92.
| Група             | 2000.    | 2010.      |
| Белци             | 0 (0,0%) | 87 (94,6%) |
| Афроамериканци    | 0 (0,0%) | 0 (0,0%)   |
| Азијати           | 0 (0,0%) | 0 (0,0%)   |
| Хиспаноамериканци | 0 (0,0%) | 5 (5,4%)   |
| Укупно            | 0        | 92         |